# Іванов Ілля Іванович (біолог)
Іванов Ілля Іванович (нар.20 липня (1 серпня) 1870, Щигри, Курська губернія, Російська імперія — †20 березня 1932, Алмати, Казахська Радянська Соціалістична Республіка) — російський біолог зі спеціалізацією в області штучного запліднення та внутрішньовидової гібридизації тварин. Брав участь у спробах вивести гібрид людини з іншими приматами.

## Біографія
Іванов закінчив Харківський університет у 1896 р. і став професором у 1907 р. Проводив дослідницьку роботу в заповіднику Асканія-Нова, у Державному інституті експериментальної ветеринарії (1917-1921, 1924-1930), на Центральній дослідній станції з питань розмноження домашніх тварин (1921-1924) і у Московському вищому зоотехнічному інституті (1928-1930).
На початку XX століття Іванов провів роботу з удосконалення процесу штучного осіменіння та його практичного застосування при розведенні коней. Він довів, що ця технологія дозволяє одному жеребцю-виробнику запліднити до 500 кобил (замість 20-30 за природного запліднення). Представники конезаводів з усіх частин світу часто відвідували станцію Іванова.
Іванов був піонером у практиці використання штучного осіменіння для отримання різних внутрішньовидових гібридів. Одним із перших він вивів і вивчав гібрид зебри і осла, зубра і домашньої корови, антилопи і корови, миші та пацюка, миші та морської свинки, морської свинки і кроля, кроля і зайця та інші. У той час генетика як наука ще перебувала у зародковому стані, існувала поширена думка, що подібні гібриди можуть покласти початок новим видам домашніх тварин, тому робота Іванова вважалася дуже важливою .